# مایکل ولف
مایکل ولف (انگلیسی: Michael Wolf؛ زادهٔ ۱ ژانویهٔ ۱۹۵۴) عکاس، و هنرمند اهل ایالات متحده آمریکا است.